# Memory (песня)

«Memory» (с англ. — «память») — ария Гризабеллы, главная тема мюзикла Эндрю Ллойда Уэббера «Кошки» (1981). Слова были созданы позже мелодии, их автор — Тревор Нанн. Песня исполняется Гризабеллой, некогда гламурной кошкой, ностальгирующей по своему прошлому, сначала в усечённой версии в I акте, затем полностью — ближе к финалу. Является кульминационной и наиболее известной композицией этого мюзикла.

## История создания
Текст этой и других песен мюзикла был основан на сборнике стихов Томаса Стернза Элиота «Популярная наука о кошках, написанная старым опоссумом», которым Э. Л. Уэббер был увлечён ещё с детства. Автором слов к песне Memory стал Тревор Нанн, один из соавторов и режиссёр мюзикла. Вдова Т. С. Элиота передала ему записи мужа, которые являлись стихами и фрагментами, не включёнными в оригинальную версию сборника. Среди этих материалов был найден фрагмент «Гламурная кошка Гризабелла» (англ. Grizabella the Glamour Cat), который, наряду с Rhapsody on a Windy Night, и послужил основой для песни. Уэббер написал мелодию всего за две недели до премьерного показа мюзикла, прежде чем увидел текст (в случае остальных песен мюзикла Уэббер писал музыку на уже имеющиеся слова).

## Версия Элейн Пейдж
Элейн Пейдж, первая исполнительница роли Гризабеллы, выпустила отдельный сингл, который занял #6 в UK Singles Chart в июле 1981 года. Эта версия была перезаписана в 1998 году с незначительными отличиями в словах и включена в видеоверсию мюзикла, заняла #36 в Великобритании. Самостоятельная версия была записана для альбома 1983 года Stages.

## Версия Барбры Стрейзанд
Барбра Стрейзанд записала песню (спродюсированную самим Ллойдом Уэббером) для своего альбома 1981 года Memories. Песня достигла 52-го места в чарте Billboard Hot 100 и 9-го места в чарте Billboard Adult Contemporary в 1982 году. В Великобритании версия в её исполнении достигла 34-го места.

### Чарты
| Чарт (1981—1984)                   | Пиковая позиция |
| ---------------------------------- | --------------- |
| Австрия (Ö3 Austria Top 40)        | 14              |
| Канада (RPM Adult Contemporary)    | 3               |
| Франция (SNEP)                     | 185             |
| Германия (GfK)                     | 30              |
| Нидерланды (Single Top 100)        | 19              |
| Нидерланды (Dutch Top 40)          | 21              |
| Новая Зеландия (Recorded Music NZ) | 4               |
| ЮАР (Springbok)                    | 8               |
| Швеция (Sverigetopplistan)         | 6               |
| Великобритания (OCC UK Singles)    | 34              |
| США (Billboard Hot 100)            | 52              |
| США (Billboard Adult Contemporary) | 9               |

## Другие кавер-версии
Песня Memory многократно перепевалась различными исполнителями, среди которых:
- Барри Манилоу выпустил сингл в конце 1982 года, который добрался до #39 в Billboard Hot 100 в январе 1983 года[16] и #8 в чарте Billboard adult contemporary chart.[17] Включена в его альбом Here Comes the Night.
- The Shadows исполнила инструментальную версию в 1983 году (Moonlight Shadows).
- Ширли Бэсси включила Memory в свой сингл That’s Right в 1984 году.
- Мирей Матьё перепела песню на французском под названием Nos Souvenirs (с фр. — «Наши воспоминания»).[18]
- Сара Брайтман перепела песню на итальянском.
- Кикки Даниельсон перепела на шведском и включила в свой альбом 1982 года Kikki.[19]
- Ховард Кил в альбоме And I Love You So.
- Джулиан Ллойд Уэббер в альбоме 2001 года Lloyd Webber Plays Lloyd Webber.
- Симона Симонс, вокалистка голландской симфо-метал группы Epica.
- Сьюзан Бойл — исполнила в прямом эфире в полуфинале конкурса «Britain’s Got Talent» (24 мая 2009[20]).
- Джон Бэрроумен в альбоме 2010 года John Barrowman.
- Джеймс ЛаБри, вокалист Dream Theater — в составе True Symphonic Rockestra.
- Варвара — кавер-версия песни была издана в альбоме «Выше любви».

Песня исполняется в таких фильмах, как «Школа рока» (Миранда Косгров), «Девушка из Джерси» (Ракель Кастро), «Приколисты». Также использовалась в заставке конца эфира бывшего московского канала «М1» (2001—2004).